# Lilo de la Vega
Sandra Lilibeth Acevedo Vega, más conocida como Lilo de la Vega (Bucaramanga, 18 de julio de 1980), es una actriz y presentadora colombiana, radicada actualmente en México. También es comunicadora social y periodista.  

## Biografía
Nació el 18 de julio de 1980 en la ciudad de Bucaramanga, Santander. 
Ha participado en diferentes series y telenovelas tanto colombianas como mexicanas.
Entre las colombianas se puede destacar el protagónico en la serie "La Prepago" y participación en "Niñas mal", "La esquina del diablo", "Corazones blindados" . Fue nominada y galardonada con el premio Tv y Novelas como actriz favorita de serie. 
Sus seguidores han podido seguir sus pasos a través de su cuenta de instagram.

## Filmografía

### Televisión
- Hijos de su madre (2019) — Reportera de Juana
- Sin senos si hay paraiso (2018)
- Manual para ninjas[3] (2017)
- Las mujeres mataron a los caballeros (serie web) (2015)
- La esquina del diablo (2015) — Erika
- Niñas mal (2013) — Giselle Letona Correa
- La prepago (2012) — Andrea / Ana Lucia
- Corazones blindados (2012)

### Cine
- Veinteañera divorciada y fantástica (2020) Dir. Noe Santillán-López
- La hora del Salvador Romero (2017) Dir. Gonzalo González
- Mi primer amor (2012) Dir. Raúl Gutiérrez
- REC (cortometraje) Dir. Orlando Culzat

## Premios y nominaciones

### Premios TVyNovelas
| Año  | Categoría                         | Telenovela o Serie | Resultado |
| ---- | --------------------------------- | ------------------ | --------- |
| 2014 | Mejor Actriz Protagónica de serie | La prepago         | Nominada  |